# Gauz
Gauz est le nom de plume d'Armand Patrick Gbaka-Brédé, né à Abidjan, Côte d'Ivoire, le 22 mars 1971. Il a publié quatre romans, avec en toile de fond les thèmes de l’émigration et de la colonisation.

## Biographie
Armand Patrick Gbaka-Brédé est né au Plateau, en Côte d'Ivoire. Il a d'abord vécu à Abidjan, dans la commune d'Attécoubé, puis à Agnibilékrou, au nord-Est d'Abidjan. Il a également habité à  Yopougon, Bouaké, Daloa et Cocody. Il parle agni à la maison.
Il est le fils aîné de son père Patrice Gbaka-Bredé et le troisième fils de sa mère Delphine Léguéi Bogou. Son père est enseignant et député socialiste et sa mère est infirmière et communiste.
Jeune, Gauz est marqué par la lecture d'Amadou Kourouma et Louis-Ferdinand Céline qui  lui ont « fait comprendre à 17 ans que je pouvais écrire ». Il cite aussi les influences de Maryse Condé et Romain Gary,.
En 1999, Gauz arrive en France pour suivre un master de biochimie et travaille deux ans comme vigile. Sans papier pendant une année, il obtient la nationalité française après la naissance de son enfant.
En 2011, Gauz quitte Paris et s'installe à Grand-Bassam.
Photographe, scénariste, rédacteur en chef d'un journal économique satirique ivoirien, il est l'auteur d'un premier roman Debout-Payé, publié à Paris en 2014, aux éditions Le Nouvel Attila. Ce roman est salué par la critique, notamment pour la qualité de son style d'écriture, de ses satires sociales, et de son humour,. L'ouvrage est le premier lauréat d'un nouveau prix : le Prix des libraires Gibert Joseph.
Dans Camarade Papa, paru en 2018, Gauz se met « dans la tête d'un Blanc du XIXe siècle » pour écrire un roman sur la colonisation en montrant le point de vue des colonisateurs. L'autre personnage principal du roman est un enfant d'origine africaine né à Amsterdam. Il rend aussi hommage, dans ce roman, à Romain Gary.
Son livre Cocoaïans (naissance d'une nation chocolat) constituant une histoire politique du chocolat sort le 19 août 2022. La même année, Gauz crée sa propre maison d'édition en Côte d'Ivoire : les éditions Srèlè. Le premier ouvrage publié par celle-ci est intitulé Le Jour montant, il est écrit par Demba Diop.
En 2024, dans son roman Les Portes , il s’inspire « librement » du mouvement des sans-papiers à Paris en 1996 et de l’occupation de l’église Saint-Bernard de la Chapelle, et rend hommage à la militante sénégalaise Madjiguène Cissé.

## Ouvrages
- Debout-Payé, Paris, Le Nouvel Attila, 2014, 173 p.  (ISBN 978-2-37100-004-9)
- Scénario du film Après l'Océan, Le Nouvel Attila.
- Camarade Papa[2], Le Nouvel Attila, 2018, 256 p.
- Nouvelle Le canonnier dans l'ouvrage collectif Méditerranée, amère frontière[10], Actes Sud, 2019, 144 p.  (ISBN 978-2-330-12818-0)
- Black Manoo, Le Nouvel Attila, 2020,  (EAN 9782371000759)
- Cocoaïans (naissance d'une nation chocolat)[6], L'Arche, 2022, 112 p.  (ISBN 978-2-38198-042-3)
- Les Portes, Le Nouvel Attila, 2024.  (ISBN 978-2-493213-75-4)

## Distinctions
- Prix des libraires Gibert Joseph 2014[5] pour Debout-Payé
- Meilleur premier roman français de l'année 2014 au classement annuel des Meilleurs livres de l'année du magazine Lire pour Debout-Payé[11]
- Prix Littéraire des lycéens, apprentis et stagiaires de la formation professionnelle d'Ile de France 2016 pour les Yvelines (78) pour Debout-Payé
- Prix Ivoire pour la Littérature Africaine d'expression Francophone 2018 par l'association Akwaba Culture pour Camarade Papa[12]
- Grand prix littéraire d'Afrique noire 2019 remis par l'Association des écrivains de langue française pour Camarade Papa[13]
- Prix Éthiophile 2019 pour Camarade Papa